# Landon II de Capoue
Landon ou Lando II de Capoue surnommé « Cyruttu » (c'est-à-dire le Crépu),   comte de Capoue en 861.  

## Origine
Lando II de Capoue, est le fils aîné et successeur de Lando Ier ; il règne brièvement pendant six mois. 
En mai 859, une grande expédition comprenant les forces de Salerne, Naples, d'Amalfi et Suessula s'avance vers Capoue. Le prince Lando Ier se trouve malade et totalement paralysé à cette époque et c'est à son fils aîné Lando II qu'il confie le commandement de l'armée de Capoue afin de défendre la cité. Lando  est vainqueur au pont de Teodemondo sur le Volturno des forces envoyées contre lui et commandées par  Césaire et Grégoire, deux fils du duc Serge Ier de Naples. Césaire commandant et amiral des armées de Naples est capturé et  ramené à Capoue en triomphe. Erchempert place la date de la bataille un 8 mai,  jour de l'archange Saint-Michel, dont le culte est très populaire parmi les Lombards. Le chroniqueur lombard Erchempert célèbre ainsi la victoire de Lando prince lombard sur une armée largement composé de grecs. À la mort de son père Lando II devient comte de Capoue mais il est expulsé du trône la même année par son oncle Pando de Capoue. Lando reçoit  en compensation Caiazzo où il s'établit et il ne parvint jamais à recouvrer son trône.

## Union
Lando épouse vers 884 en secondes noces, une veuve, fille anonyme de Serge II de Naples.

## Sources
- Venance Grumel Traité d'études byzantines La Chronologie: Presses universitaires de France Paris 1958, « Princes Lombards de Bénévent et de Capoue » p. 418-420.
- Jules Gay L'Italie méridionale et l'Empire byzantin depuis l'avènement de Basile Ier jusqu'à la prise de Bari par les Normands (867-1071) Albert Fontemoing éditeur, Paris 1904 p. 636.
- « Chronologie historique des comtes et princes de Capoue » dans L'art de vérifier les dates… .
- (en) Lando II (861-884) sur le site Medieval Lands.
- (la) Erchempert « Historia Langabardorvm Beneventarnorvm » sur le site The Latin Library.